# Vendays-Montalivet
Vendays-Montalivet [vɑ̃dajs mɔ̃talivɛ] est une commune du Sud-Ouest de la France située dans le département de la Gironde, en région Nouvelle-Aquitaine.
En période estivale, la population vendaysine est estimée à plus de 30 000 habitants, soit douze fois plus que la population municipale annuelle.
La commune est très réputée pour ses plages et son grand marché estival.

## Géographie

### Localisation
Commune située dans le Médoc sur la Côte d'Argent à 80 km de Bordeaux, au nord de Hourtin, entre forêt des Landes, marais et océan Atlantique, Vendays-Montalivet est un sîte privilégié avec :
- 12 km de plages bénéficiant du pavillon bleu ;
- 6 000 hectares de forêts (Landes du Médoc) ;
- 40 km de sentiers pédestres et de randonnées ;
- 30 km de pistes cyclables.

La commune est séparée en deux parties distinctes : Vendays-Montalivet, le bourg et Montalivet-les-Bains sur la côte Atlantique.

### Communes limitrophes
Les communes limitrophes sont  Gaillan-en-Médoc, Naujac-sur-Mer, Queyrac et Vensac.
| Océan Atlantique | Vensac             |                  |
| Océan Atlantique | Vendays-Montalivet | Queyrac          |
| Océan Atlantique | Naujac-sur-Mer     | Gaillan-en-Médoc |

### Relief et géologie

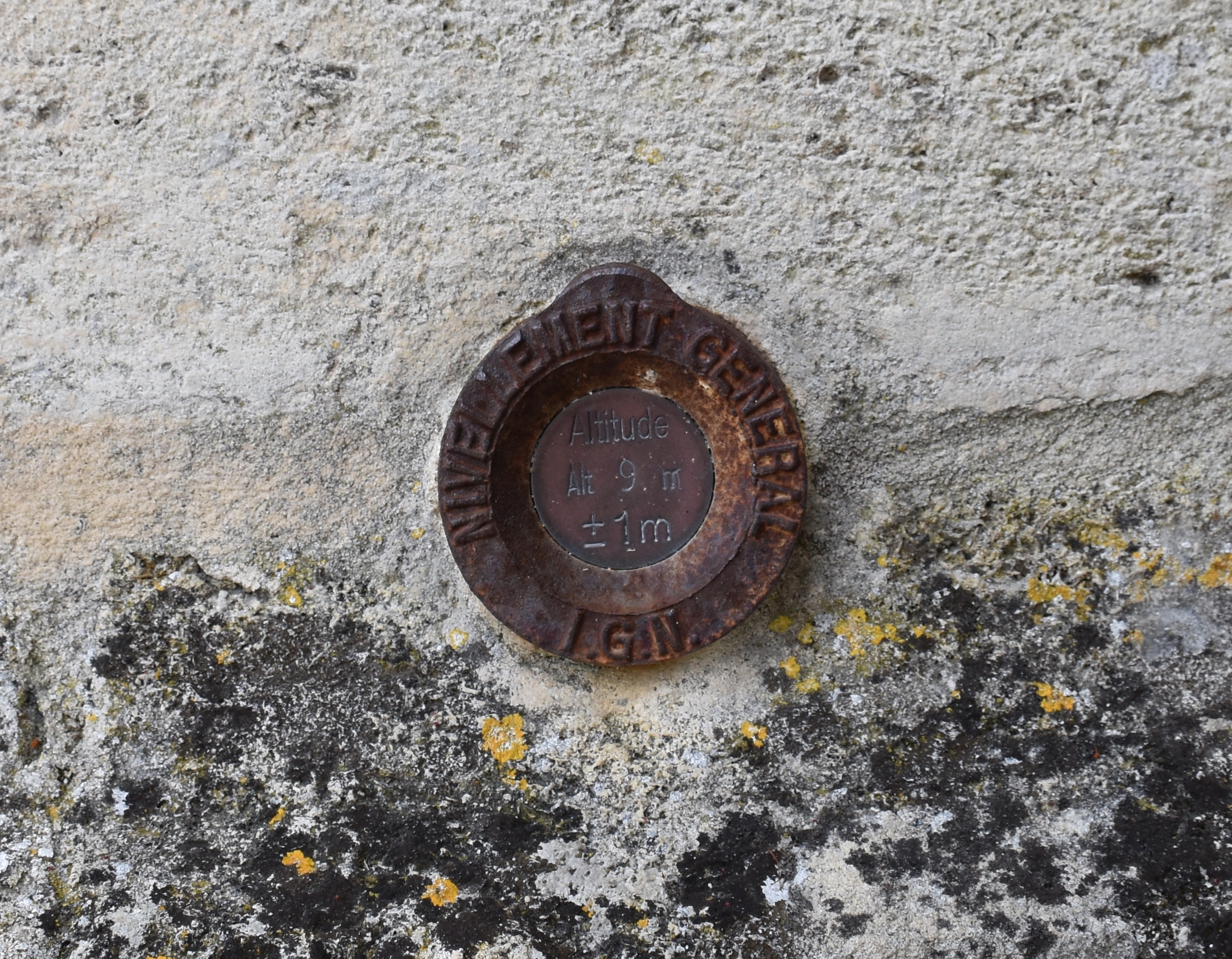
Borne de nivellement sur l'église - Altitude 9 m.

La commune de Vendays-Montalivet s'étend sur 101,46 km2. Son altitude varie de 0 à 57 mètres. La mairie se situe à une altitude d'environ 6 m. La densité de population est très variable. En effet, à Montalivet et au bourg, la densité est nettement plus forte que partout ailleurs dans le territoire communal.
Le sol de la commune est composé de dépôts du Quaternaire. Plus on se rapproche de l'océan, plus le sol est composé partiellement voire essentiellement de sables dunaires.

### Hydrographie
Vendays-Montalivet appartient au territoire de l'Agence de l'Eau Adour-Garonne. La commune se situe dans le bassin versant des « côtiers de la Pointe de Grave à l'embouchure de la Leyre ».
On recense près de 18 km de cours d'eau dans le territoire communal avec principalement le Chenal du Gua (10,5 km) et Le Deyre (7,2 km).
Par ailleurs, la zone est soumise au risque d'inondation.

### Climat
Pour des articles plus généraux, voir Climat de la Nouvelle-Aquitaine et Climat de la Gironde.
Historiquement, la commune est exposée à un climat océanique aquitain.  
En 2020, Météo-France publie une typologie des climats de la France métropolitaine dans laquelle la commune est exposée à un climat océanique et est dans la région climatique  Littoral charentais et aquitain, caractérisée par une pluviométrie élevée en automne et en hiver, un bon ensoleillement, des hiver doux (6,5 °C), soumis à la brise de mer.
Pour la période 1971-2000, la température annuelle moyenne est de 13,1 °C, avec une amplitude thermique annuelle de 13,6 °C. Le cumul annuel moyen de précipitations est de 910 mm, avec 12,6 jours de précipitations en janvier et 6,7 jours en juillet. Pour la période 1991-2020, la température moyenne annuelle observée sur la station météorologique installée sur la commune est de 13,4 °C et le cumul annuel moyen de précipitations est de 826,4 mm,. Pour l'avenir, les paramètres climatiques de la commune estimés pour 2050 selon différents scénarios d’émission de gaz à effet de serre sont consultables sur un site dédié publié par Météo-France en novembre 2022.
| Mois                                  | jan.           | fév.           | mars          | avril         | mai           | juin          | jui.          | août          | sep.          | oct.          | nov.          | déc.            | année     |
| ------------------------------------- | -------------- | -------------- | ------------- | ------------- | ------------- | ------------- | ------------- | ------------- | ------------- | ------------- | ------------- | --------------- | --------- |
| Température minimale moyenne (°C)     | 3,4            | 2,9            | 5             | 6,9           | 10,4          | 13,4          | 14,9          | 14,6          | 11,8          | 9,6           | 6,1           | 3,9             | 8,6       |
| Température moyenne (°C)              | 7              | 7,3            | 10            | 12,1          | 15,6          | 18,6          | 20,3          | 20,3          | 17,7          | 14,5          | 10,2          | 7,6             | 13,4      |
| Température maximale moyenne (°C)     | 10,7           | 11,8           | 15            | 17,4          | 20,9          | 23,9          | 25,8          | 26            | 23,6          | 19,4          | 14,4          | 11,3            | 18,4      |
| Record de froid (°C) date du record   | −15 16.01.1985 | −10,2 09.02.12 | −9,4 01.03.05 | −5,8 04.04.22 | −1,8 03.05.21 | 4,2 21.06.10  | 5,6 02.07.12  | 4,6 21.08.14  | 0,7 20.09.12  | −4,8 16.10.09 | −9,3 18.11.07 | −9,6 17.12.09   | −15 1985  |
| Record de chaleur (°C) date du record | 19,7 01.01.23  | 24,6 27.02.19  | 28,6 19.03.05 | 32,2 30.04.05 | 34,7 16.05.02 | 40,4 21.06.03 | 40,1 18.07.22 | 41,9 04.08.03 | 36,4 05.09.04 | 32,2 02.10.23 | 25 08.11.15   | 21,1 16.12.1989 | 41,9 2003 |
| Précipitations (mm)                   | 83,4           | 56,1           | 54,1          | 62,6          | 57,9          | 58,4          | 39,7          | 47,9          | 69,6          | 86,7          | 113,4         | 96,6            | 826,4     |

## Urbanisme

### Typologie
Au 1er janvier 2024, Vendays-Montalivet est catégorisée commune rurale à habitat dispersé, selon la nouvelle grille communale de densité à sept niveaux définie par l'Insee en 2022.
Elle est située hors unité urbaine et hors attraction des villes,.
La commune, bordée par l'océan Atlantique, est également une commune littorale au sens de la loi du 3 janvier 1986, dite loi littoral. Des dispositions spécifiques d’urbanisme s’y appliquent dès lors afin de préserver les espaces naturels, les sites, les paysages et l’équilibre écologique du littoral, tel le principe d'inconstructibilité, en dehors des espaces urbanisés, sur la bande littorale des 100 mètres, ou plus si le plan local d’urbanisme le prévoit.

### Occupation des sols

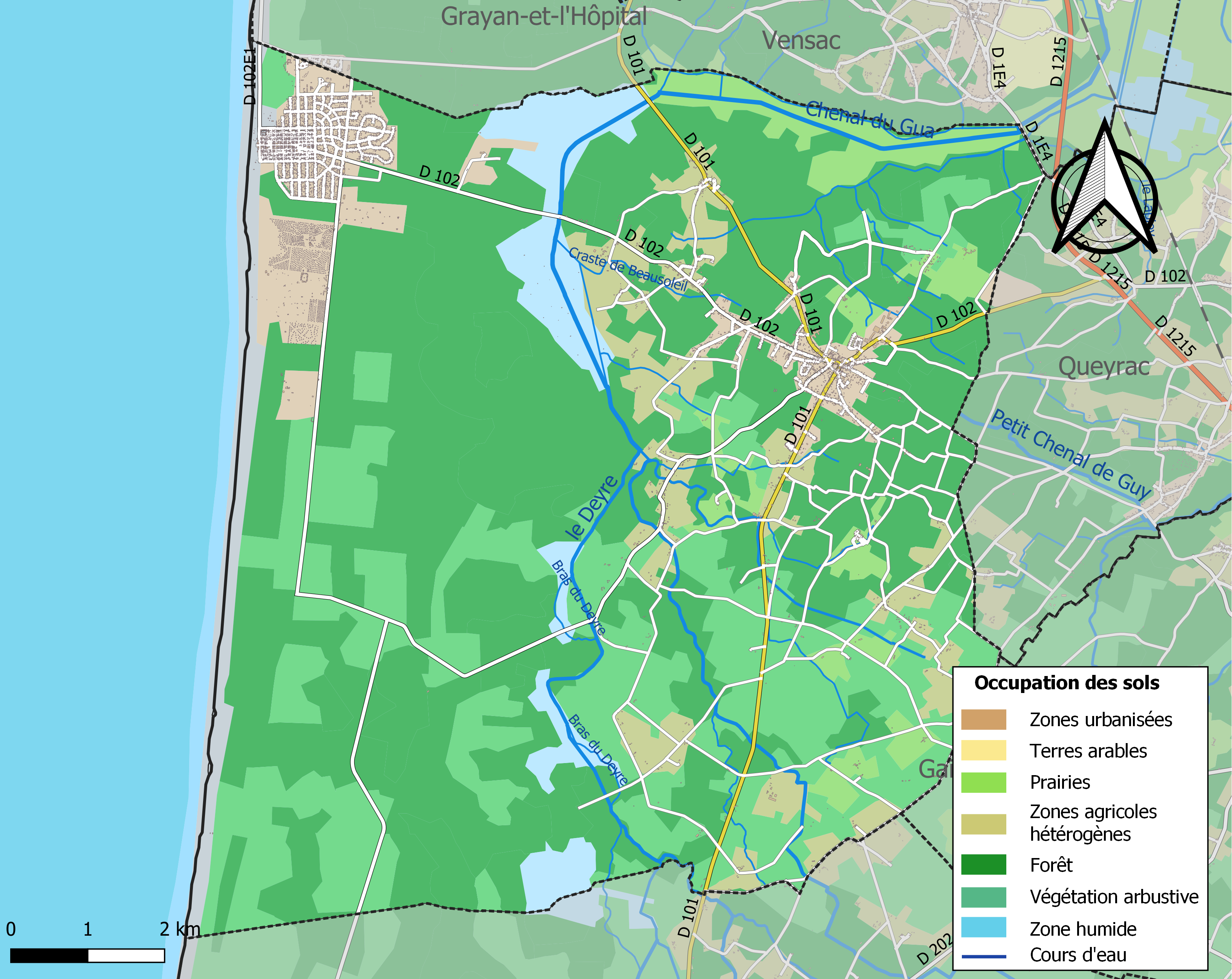
Carte des infrastructures et de l'occupation des sols de la commune en 2018 (CLC).

L'occupation des sols de la commune, telle qu'elle ressort de la base de données européenne d’occupation biophysique des sols Corine Land Cover (CLC), est marquée par l'importance des forêts et milieux semi-naturels (77,7 % en 2018), une proportion sensiblement équivalente à celle de 1990 (77,1 %). La répartition détaillée en 2018 est la suivante : 
forêts (52,2 %), milieux à végétation arbustive et/ou herbacée (23,1 %), zones agricoles hétérogènes (6,4 %), prairies (4,8 %), zones humides intérieures (4,7 %), zones urbanisées (3,9 %), espaces verts artificialisés, non agricoles (2,4 %), espaces ouverts, sans ou avec peu de végétation (2,3 %). L'évolution de l’occupation des sols de la commune et de ses infrastructures peut être observée sur les différentes représentations cartographiques du territoire : la carte de Cassini (XVIIIe siècle), la carte d'état-major (1820-1866) et les cartes ou photos aériennes de l'IGN pour la période actuelle (1950 à aujourd'hui).

### Voies de communications et transports

#### Voies routières
La commune est traversée par deux routes départementales : la D 101 et la D 102 (prolongée par la D 102E1, au nord-ouest, vers Grayan-et-l'Hôpital).

#### Transports en commun
Deux tournées (Vendays et Montalivet) de lignes scolaires pour les écoles communales sont mises en place. Des navettes effectuent également la liaison Vendays-Montalivet ↔ Lesparre-Médoc pour les collégiens et lycéens.
Par ailleurs, TransGironde assure une desserte de la commune, via la ligne 712, en provenance de Lesparre-Médoc. La ligne 718 relie Montalivet à Grayan et Soulac uniquement en période estivale.

### Risques majeurs
Le territoire de la commune de Vendays-Montalivet est vulnérable à différents aléas naturels : météorologiques (tempête, orage, neige, grand froid, canicule ou sécheresse), inondations, feux de forêts, mouvements de terrains et séisme (sismicité très faible). Un site publié par le BRGM permet d'évaluer simplement et rapidement les risques d'un bien localisé soit par son adresse soit par le numéro de sa parcelle.
Certaines parties du territoire communal sont susceptibles d’être affectées par le risque d’inondation par débordement de cours d'eau, notamment le chenal du Gua, le Deyre et,  et par submersion marine. La commune a été reconnue en état de catastrophe naturelle au titre des dommages causés par les inondations et coulées de boue survenues en 1982, 1983, 1992, 1999 et 2009,.
Vendays-Montalivet est exposée au risque de feu de forêt. Depuis le 20 avril 2016, les départements de la Gironde, des Landes et de Lot-et-Garonne disposent d’un règlement interdépartemental de protection de la forêt contre les incendies. Ce règlement vise à mieux prévenir les incendies de forêt, à faciliter les interventions des services et à limiter les conséquences, que ce soit par le débroussaillement, la limitation de l’apport du feu ou la réglementation des activités en forêt. Il définit en particulier cinq niveaux de vigilance croissants auxquels sont associés différentes mesures,.
Les mouvements de terrains susceptibles de se produire sur la commune sont des avancées dunaires. La migration dunaire est le mouvement des dunes, vers l’intérieur des terres. Les actions conjuguées de la mer et du vent ont pour effet de déplacer les sables et donc de modifier la morphologie du littoral.

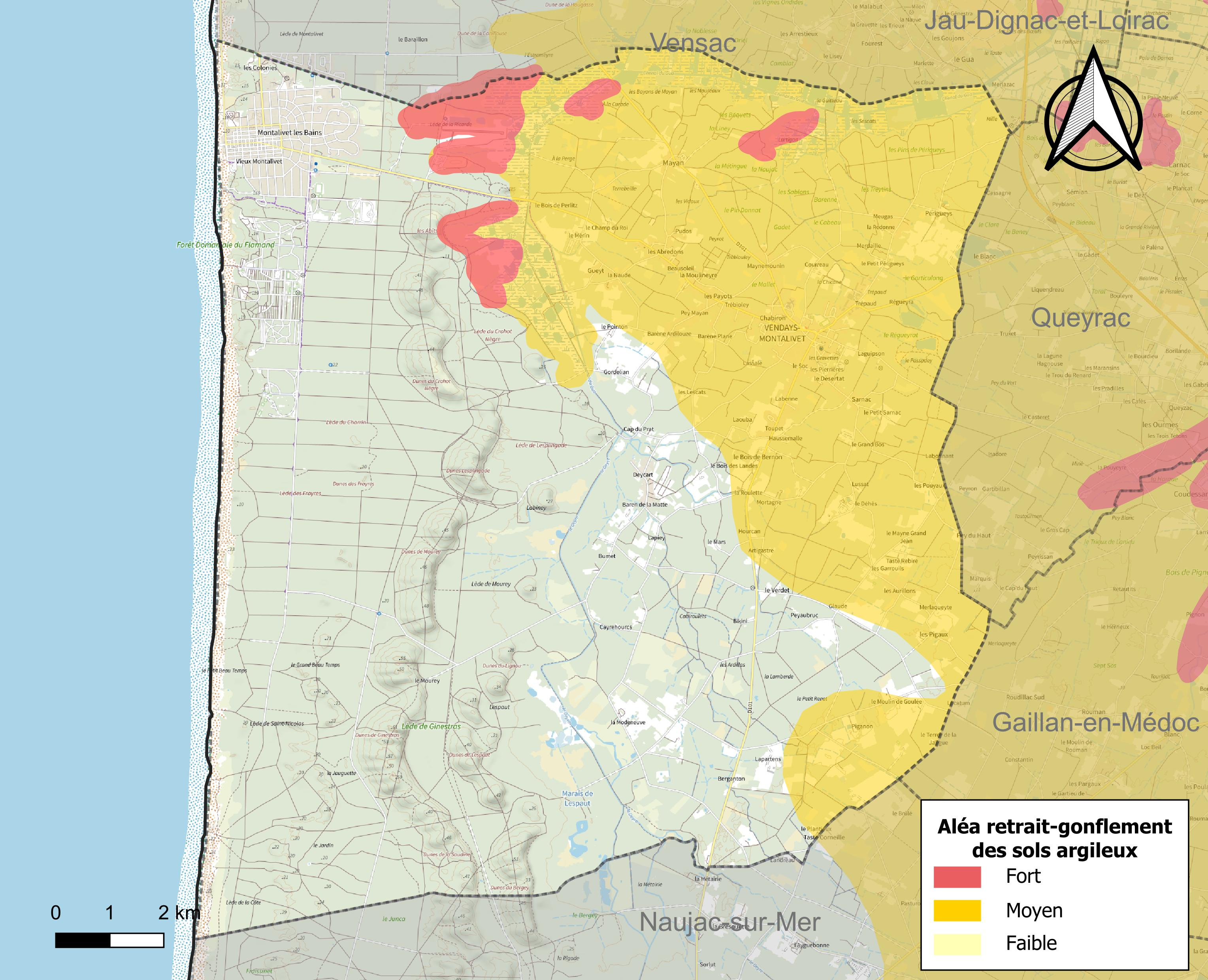
Carte des zones d'aléa retrait-gonflement des sols argileux de Vendays-Montalivet.

Le retrait-gonflement des sols argileux est susceptible d'engendrer des dommages importants aux bâtiments en cas d’alternance de périodes de sécheresse et de pluie. 37,3 % de la superficie communale est en aléa moyen ou fort (67,4 % au niveau départemental et 48,5 % au niveau national). Sur les 3 935 bâtiments dénombrés sur la commune en 2019,  1 068 sont en aléa moyen ou fort, soit 27 %, à comparer aux 84 % au niveau départemental et 54 % au niveau national. Une cartographie de l'exposition du territoire national au retrait gonflement des sols argileux est disponible sur le site du BRGM,.
Concernant les mouvements de terrains, la commune a été reconnue en état de catastrophe naturelle au titre des dommages causés par la sécheresse en 2003, 2011 et 2022 et par des mouvements de terrain en 1999.

## Toponymie

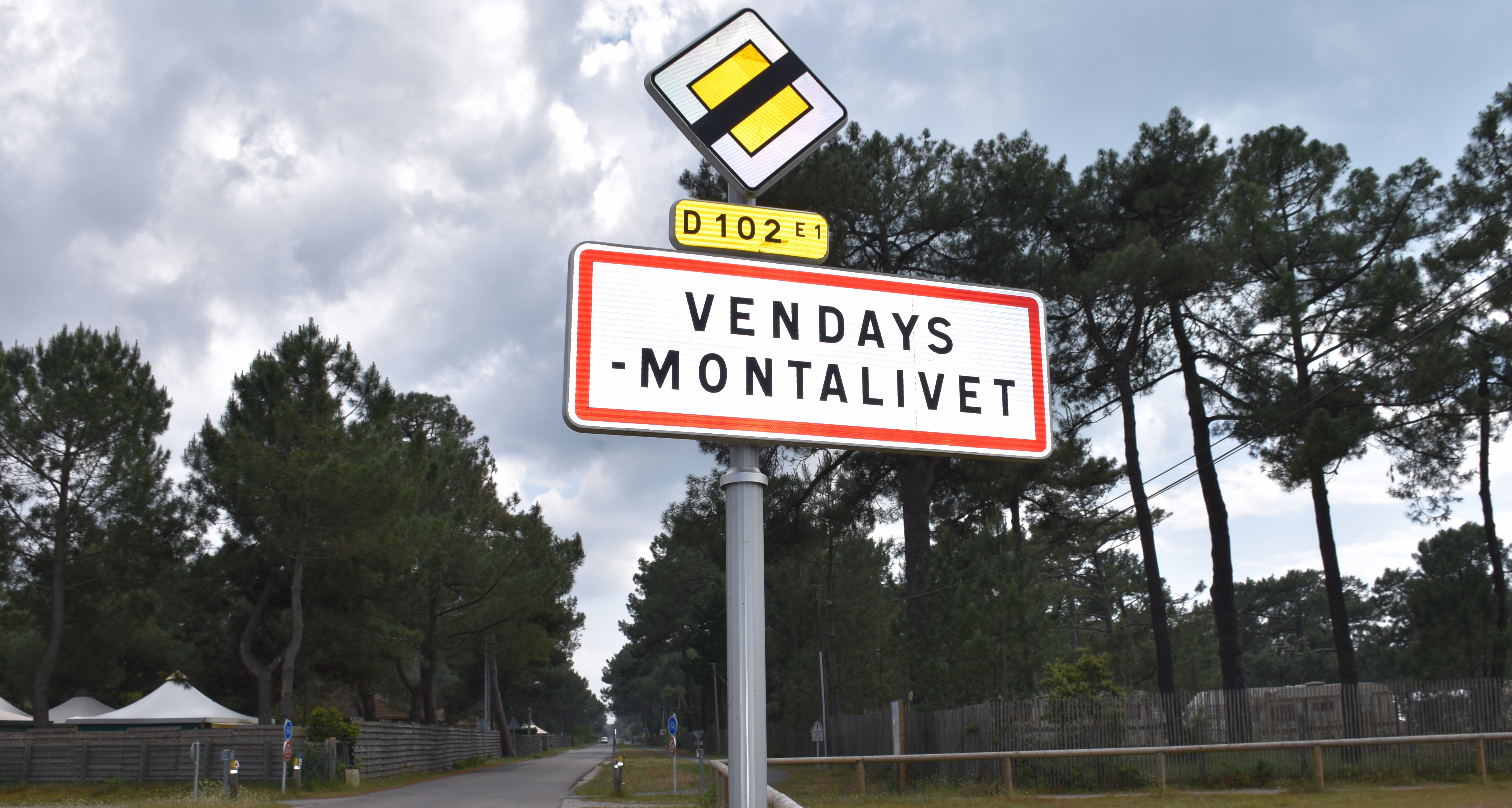
Une entrée de la commune.

La commune de Vendays prend le nom de Vendays-Montalivet en 1950, associant le nom de l'ancienne paroisse (puis commune) et le nom de la station balnéaire créée au XIXe siècle.
Le nom de Vendays serait issu d'une contraction des mots gaulois vindos (« blanc ») et ialo (« clairière »).
La station de Montalivet aurait été ainsi nommée en l'honneur du comte de Montalivet, Jean-Pierre Bachasson (1766-1823), préfet à partir du Consulat, ministre de l'Intérieur de Napoléon de 1809 à 1814, fait pair de France durant les Cent-Jours. Durant son mandat ministériel, le comte de Montalivet aurait fait une tournée d'inspection à Vendays et envisagé les moyens de fixer les dunes.
D'autres étymologies sont envisagées, plus ou moins légendaires :
- « Monte Oliveto », car un navire chargé d'huile d'olive aurait fait naufrage au large et les tonneaux d'huile se seraient échoués en tas sur la plage[1] ;
- « jou mounte à Libet », phrase gasconne indiquant qu'on allait chez un berger (ou un fermier) du nom de Libet[36].

## Histoire

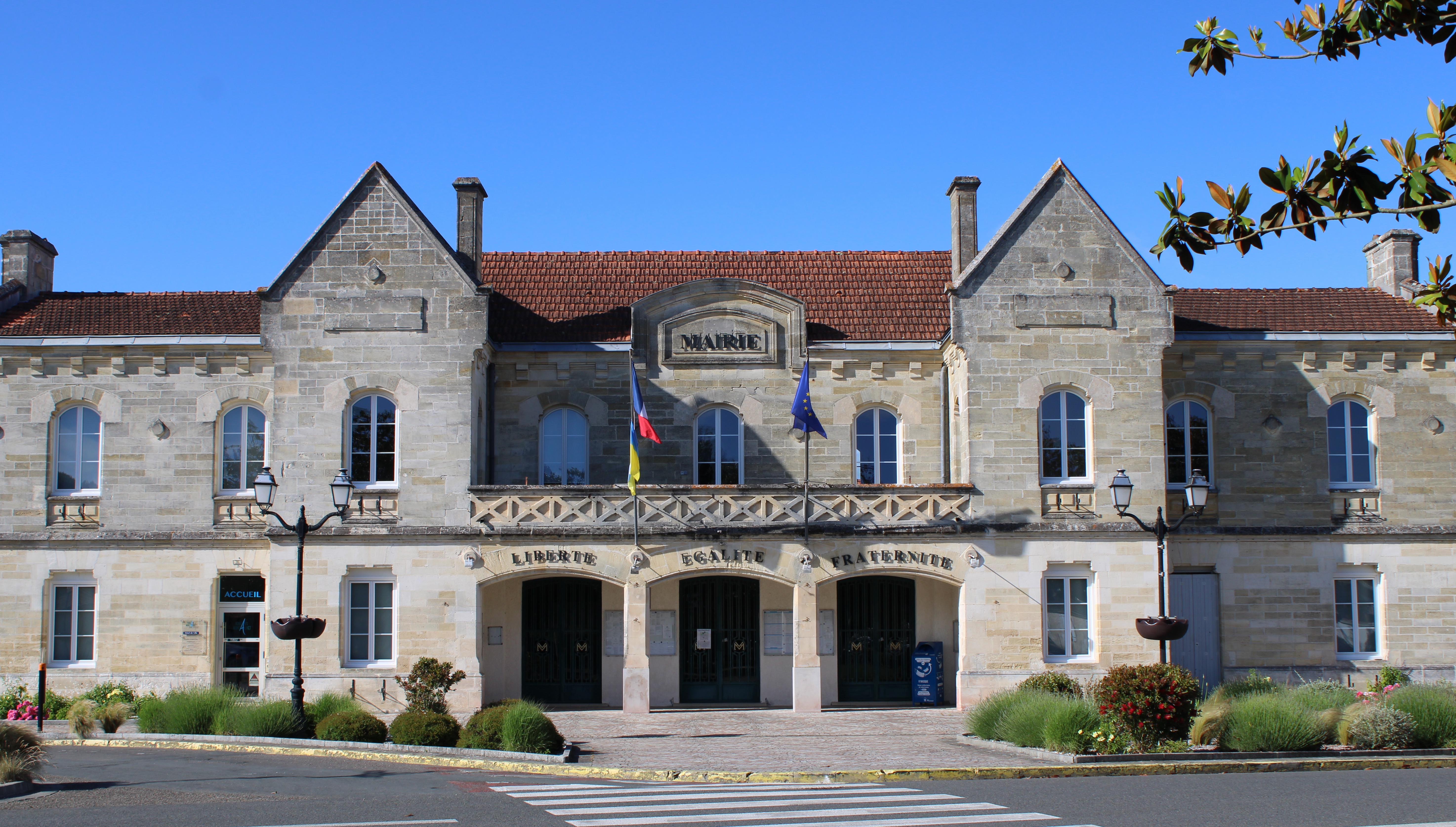
La mairie au bourg de Vendays.

Le site préhistorique de la Pinasse prouve le caractère ancien du peuplement de la commune. Le chemin de la Reyne recouvre une ancienne voie romaine. Le fief appartint à Pierre de Bailly puis passa aux mains de la maison de Grailly.
Dans la paroisse, se trouvait en 1335 le village d'Eslume et sa chapelle qui ont depuis été engloutis par les sables.
La Guerre de Cent Ans terminée, après la domination anglaise, Vendays-Montalivet devient un fief de la seigneurie de Lesparre. On retrouve alors deux maisons nobles : La Salle et Périguey. En 1762, la commune devient indépendante par la baillette du Duc de Gramont.

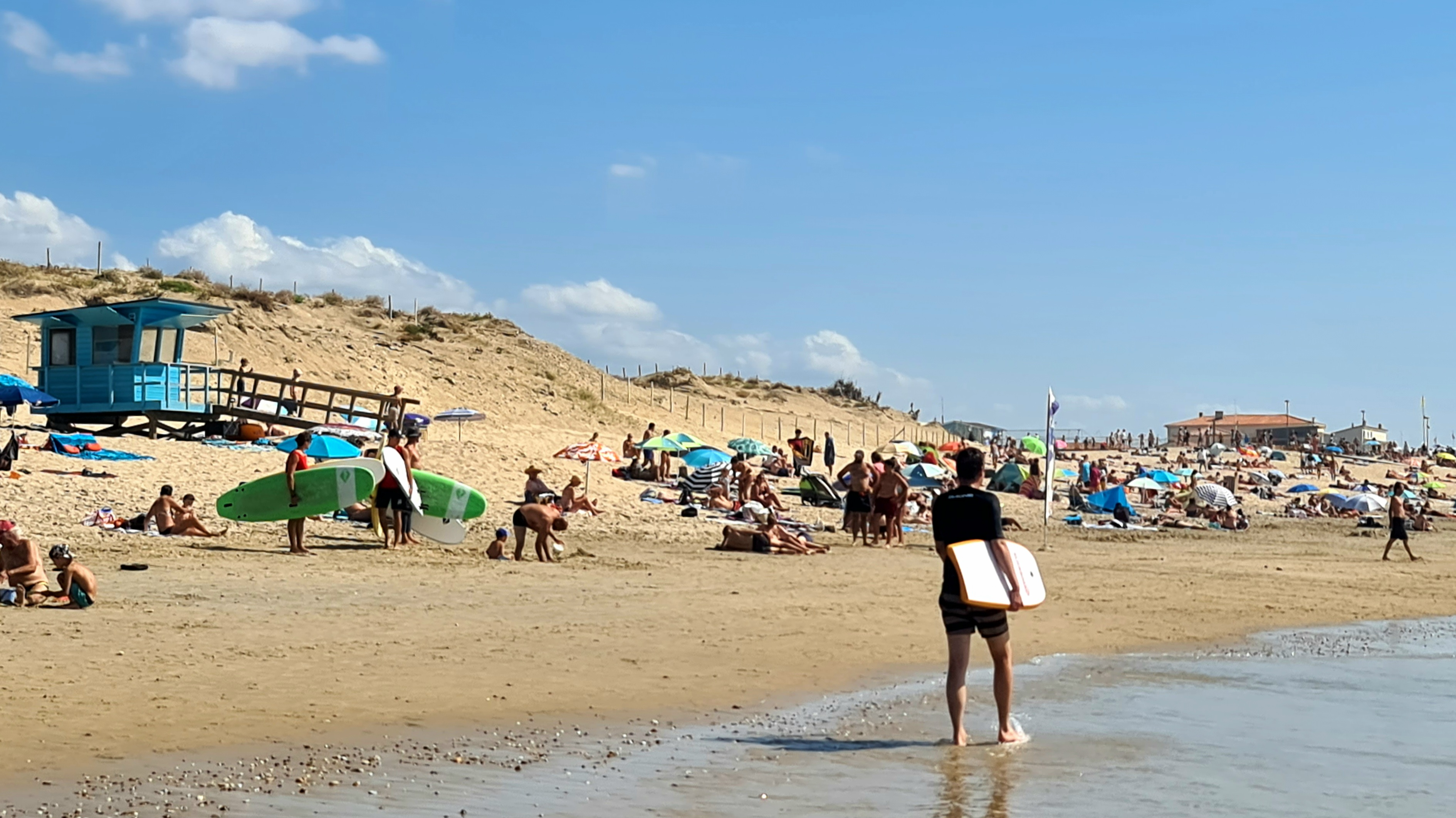
Une plage de Montalivet en août.

Montalivet était un lieu-dit de Vendays. Une station balnéaire y est créée en 1852.

En 1865, une partie du territoire communal est distraite pour la création de la commune de Naujac-sur-Mer (ainsi que de Gaillan-en-Médoc, Hourtin et Lesparre-Médoc).
En front de mer de Montalivet se trouve un monument dédié à l'opération Frankton.

## Politique et administration

### Jumelages
- Olhão (Portugal) depuis 1992[40].

## Population et société
Les habitants sont appelés les Vendaysins.

### Démographie
L'évolution du nombre d'habitants est connue à travers les recensements de la population effectués dans la commune depuis 1793. Pour les communes de moins de 10 000 habitants, une enquête de recensement portant sur toute la population est réalisée tous les cinq ans, les populations de référence des années intermédiaires étant quant à elles estimées par interpolation ou extrapolation. Pour la commune, le premier recensement exhaustif entrant dans le cadre du nouveau dispositif a été réalisé en 2006.

En 2022, la commune comptait 2 820 habitants, en évolution de +14,45 % par rapport à 2016 (Gironde : +6,91 %, France hors Mayotte : +2,11 %).
| 1793  | 1800  | 1806  | 1821  | 1831  | 1836  | 1841  | 1846  | 1851  |
| ----- | ----- | ----- | ----- | ----- | ----- | ----- | ----- | ----- |
| 1 508 | 1 559 | 1 405 | 1 730 | 1 912 | 1 858 | 1 900 | 1 824 | 1 795 |

| 1856  | 1861  | 1866  | 1872  | 1876  | 1881  | 1886  | 1891  | 1896  |
| ----- | ----- | ----- | ----- | ----- | ----- | ----- | ----- | ----- |
| 1 907 | 1 956 | 1 793 | 1 815 | 1 882 | 1 812 | 1 765 | 1 657 | 1 684 |

| 1901  | 1906  | 1911  | 1921  | 1926  | 1931  | 1936  | 1946  | 1954  |
| ----- | ----- | ----- | ----- | ----- | ----- | ----- | ----- | ----- |
| 1 711 | 1 675 | 1 731 | 1 510 | 1 550 | 1 534 | 1 524 | 1 311 | 1 512 |

| 1962  | 1968  | 1975  | 1982  | 1990  | 1999  | 2006  | 2011  | 2016  |
| ----- | ----- | ----- | ----- | ----- | ----- | ----- | ----- | ----- |
| 1 568 | 1 630 | 1 597 | 1 636 | 1 681 | 1 827 | 2 156 | 2 480 | 2 464 |

| 2021  | 2022  | - | - | - | - | - | - | - |
| ----- | ----- | - | - | - | - | - | - | - |
| 2 684 | 2 820 | - | - | - | - | - | - | - |

### Enseignement
Pour l'enseignement, la commune dispose d'une école publique primaire et d'une école privée : Saint-Joseph. Après, il faut se rendre à la sous-préfecture la plus proche pour continuer sa scolarité : Lesparre-Médoc.
Par ailleurs, les écoles appartiennent à la zone A du calendrier scolaire. Elles relèvent aussi de l'académie de Bordeaux.

### Santé
La commune dispose de 6 kinésithérapeutes, de 5 infirmiers, de 4 médecins généralistes, de 2 pharmacies, d'un orthophoniste et d'un hébergement pour personnes âgées. L'hôpital le plus proche se trouve à Lesparre, à une dizaine de kilomètres.

### Sports

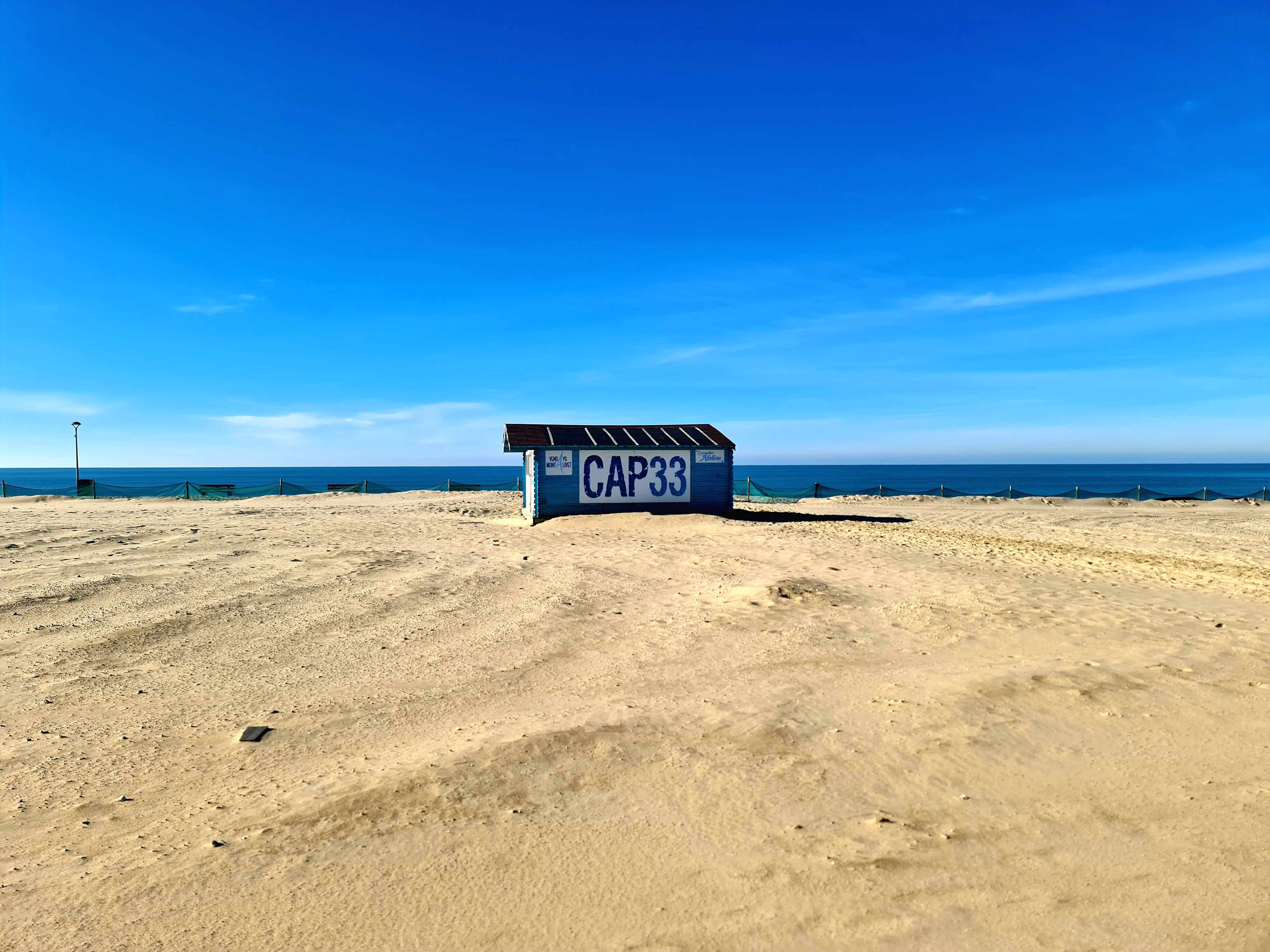
Un centre CAP33 à Montalivet.

En partenariat avec le département de la Gironde, les centres CAP33 proposent gratuitement aux familles et aux individuels de plus de 15 ans de nombreuses activités sportives et de loisirs pendant les vacances scolaires : sports collectifs, aquatiques, de raquette, de plage, de remise en forme, danse, yoga...
Des tournois sont organisés et des stages payants sont proposés aux personnes désirant se perfectionner dans une discipline.
Vendays-Montalivet possède de nombreuses pistes cyclables qui ceinturent son territoire.

### Sécurité
La commune dispose de policiers municipaux, d'agents de sécurité de la voie publique (ASVP) et d'un garde-champêtre.
Une caserne de pompiers est implantée dans le bourg, à Vendays.
Vendays-Montalivet est également équipée d'un dispositif de vidéosurveillance.
Un plan communal de sauvegarde (PCS), en cas de catastrophes naturelles, est, par ailleurs, établi.

### Autres
La commune dispose d'une petite piste d'aviation, dont le code OACI est LFIV.
Montalivet dispose d'un unique marché de plus de 200 stands ouvert tous les jours en saison estivale. Un second marché, bien plus petit, se tient tous les dimanches sur la place centrale du bourg (Vendays).
La commune accueille également des colonies de vacances, dont celles organisées par Eva Soleil, qui propose des séjours éducatifs et ludiques adaptés aux jeunes, mettant en valeur les richesses locales et les activités de la région.

## Économie

### Revenus de la population et fiscalité
En 2011, le revenu fiscal médian par ménage était de 24 582 €.
En 2013, 50,0 % des foyers fiscaux sont imposables.

### Emploi
Le taux d'activité des 15 à 64 ans en 2009 est de 70,8 %. Le taux de chômage est plutôt élevé sur la commune : 18,6 %.

### Établissements
| Établissements                                                                 | Commune |
| Nombre d'établissements actifs au 31 décembre 2014                             | 445     |
| Part de l'agriculture, en %                                                    | 5,8     |
| Part de l'industrie, en %                                                      | 2,5     |
| Part de la construction, en %                                                  | 9,7     |
| Part du commerce, transports et services divers, en %                          | 73,9    |
| dont commerce et réparation automobile, en %                                   | 24,5    |
| Part de l'administration publique, enseignement, santé et action sociale, en % | 8,1     |
| Part des établissements de 1 à 9 salariés, en %                                | 16,2    |
| Part des établissements de 10 salariés ou plus, en %                           | 2,5     |

### Tourisme

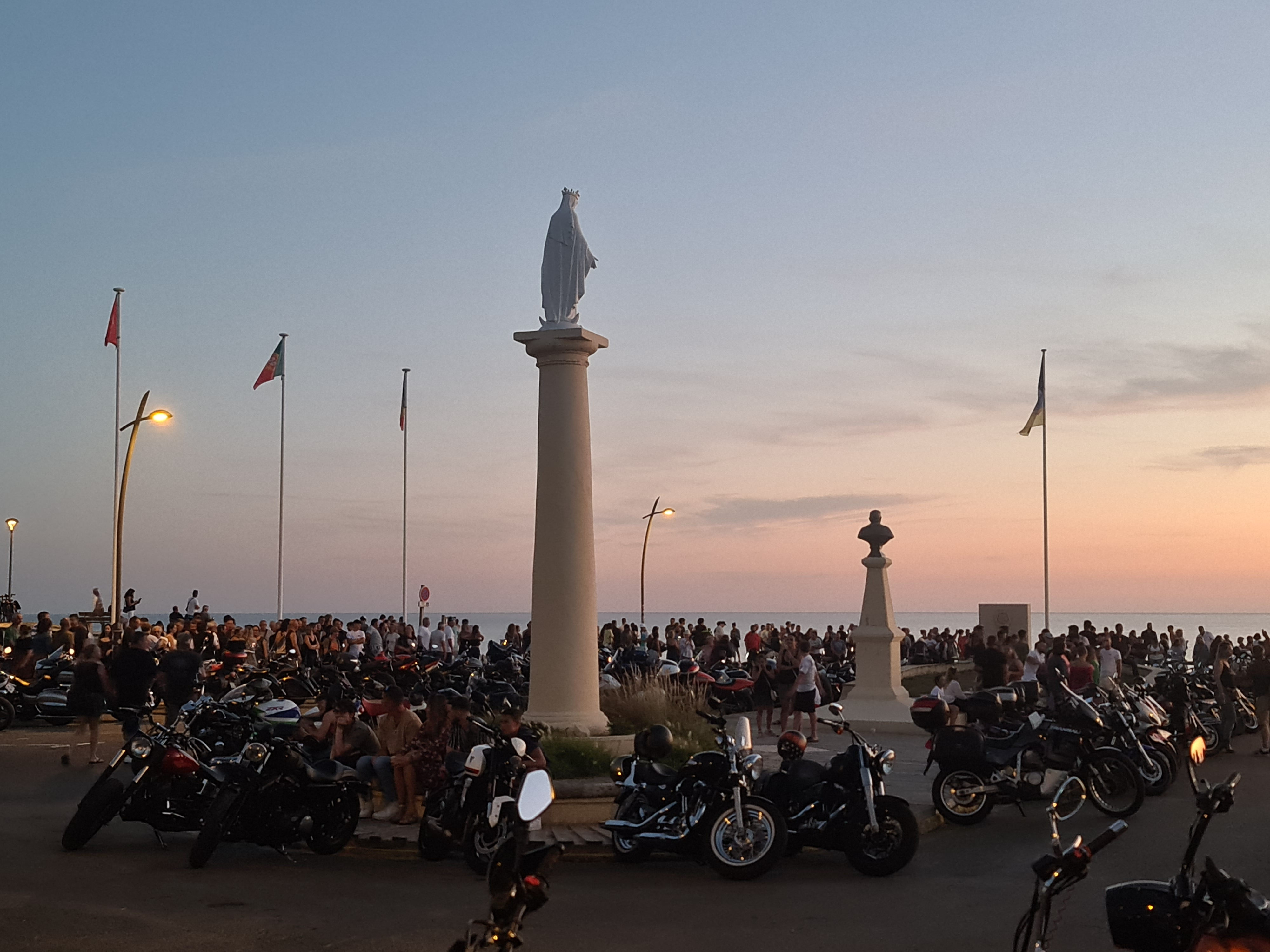
Rassemblement autour de « La Colonne » lors du Show Bike 2023.

Le tourisme balnéaire constitue le principal moteur économique de la commune. La commune est une station classée de tourisme.
Depuis 1950, la commune abrite le Centre Hélio-Marin de Montalivet (CHM Monta), plus ancien et deuxième plus grand centre naturiste d'Europe. Sur ses 200 hectares, il peut accueillir jusqu'à 15.000 vacanciers en période estivale.
Depuis 1999, la station balnéaire accueille en juin un des plus grands rassemblements de bikers en France, le Show Bike Aquitaine de Montalivet. La commune est traversée par La Vélodyssée.
Depuis le 1er janvier 2023, la commune possède son office de tourisme (établissement public industriel et commercial) à la suite d'une reprise de la « compétence tourisme ». 
L'office de tourisme est ouvert à l'année, il est classé en première catégorie et a obtenu la marque Qualité Tourisme.

## Culture locale et patrimoine

### Lieux et monuments

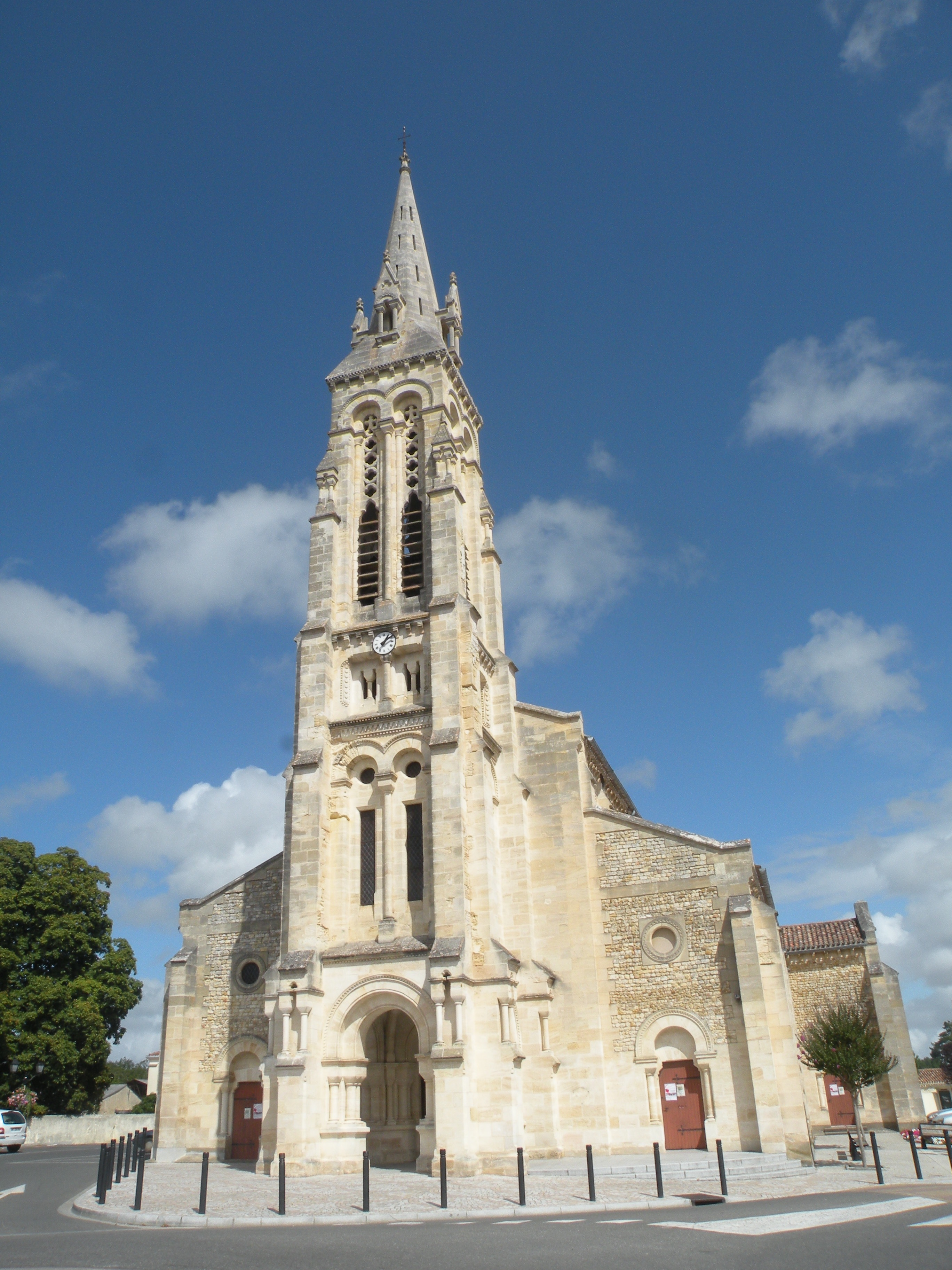
L'église Saint-Seurin à Vendays.

On recense quelques monuments mais aucun d'eux n'est recensé au titre des monuments historiques de France :
- L'église Saint-Seurin de Vendays-Montalivet, de style néogothique, au bourg de Vendays, qui fut construite en 1867 ;
- L'église Notre-Dame de Montalivet-les-Bains ;
- La mairie, en pierre calcaire ;
- Le monument aux morts ;
- « La Colonne » : monument emblématique de 1868 avec une Vierge tournée face à l'océan ;
- Statue de Jacques Laporte, fondateur de Montalivet ;
- Monument commémorant l'opération Frankton ;
- Blockhaus du mur de l'Atlantique ;
- Monument dédié à la création de la Fédération naturiste internationale (FNI) en 1953 ;
- La Grange du Patrimoine, un musée retraçant 100 000 ans d'histoire du Médoc : géologie, climat, faune, flore.

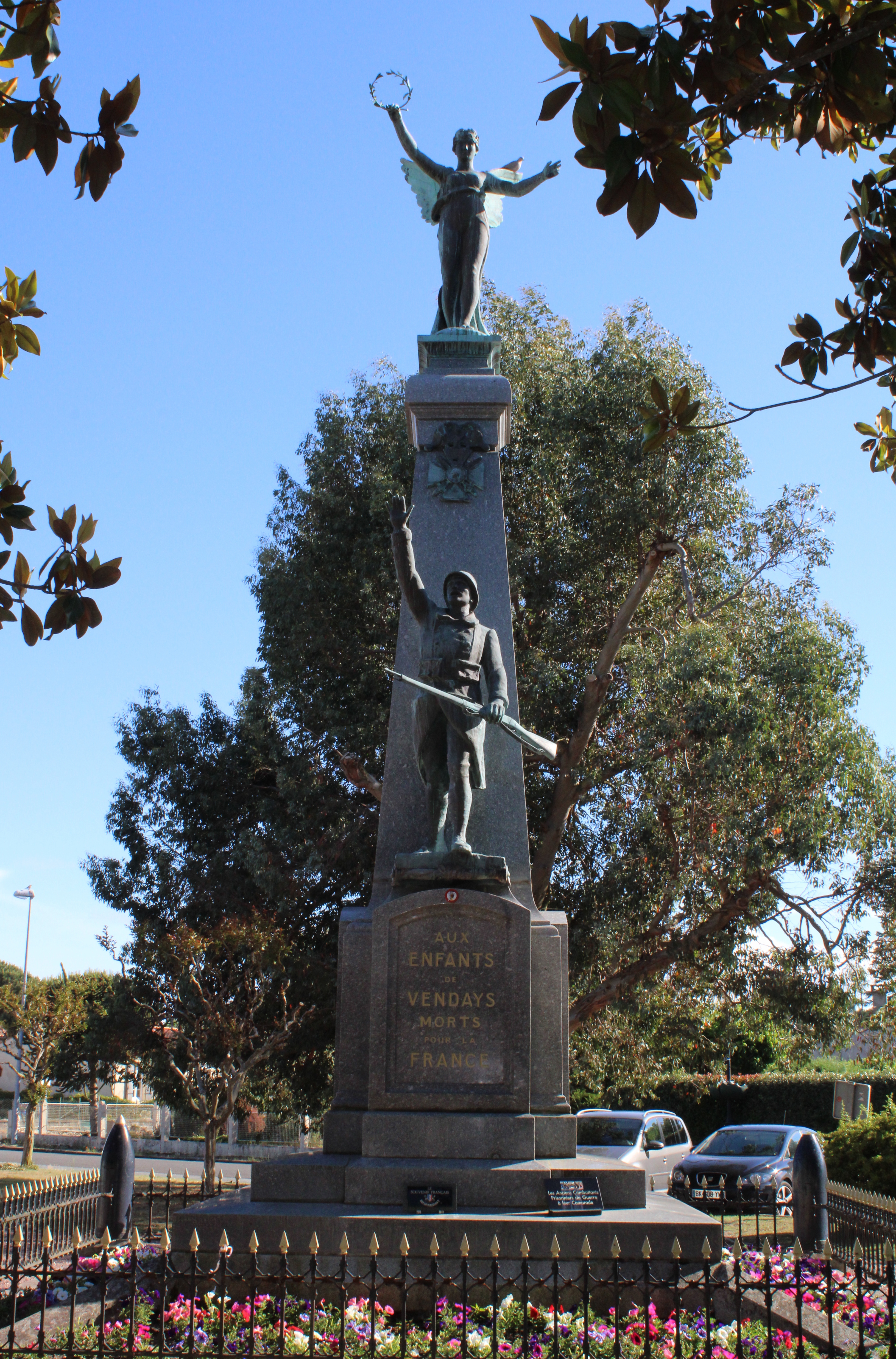
Monument aux morts à Vendays.
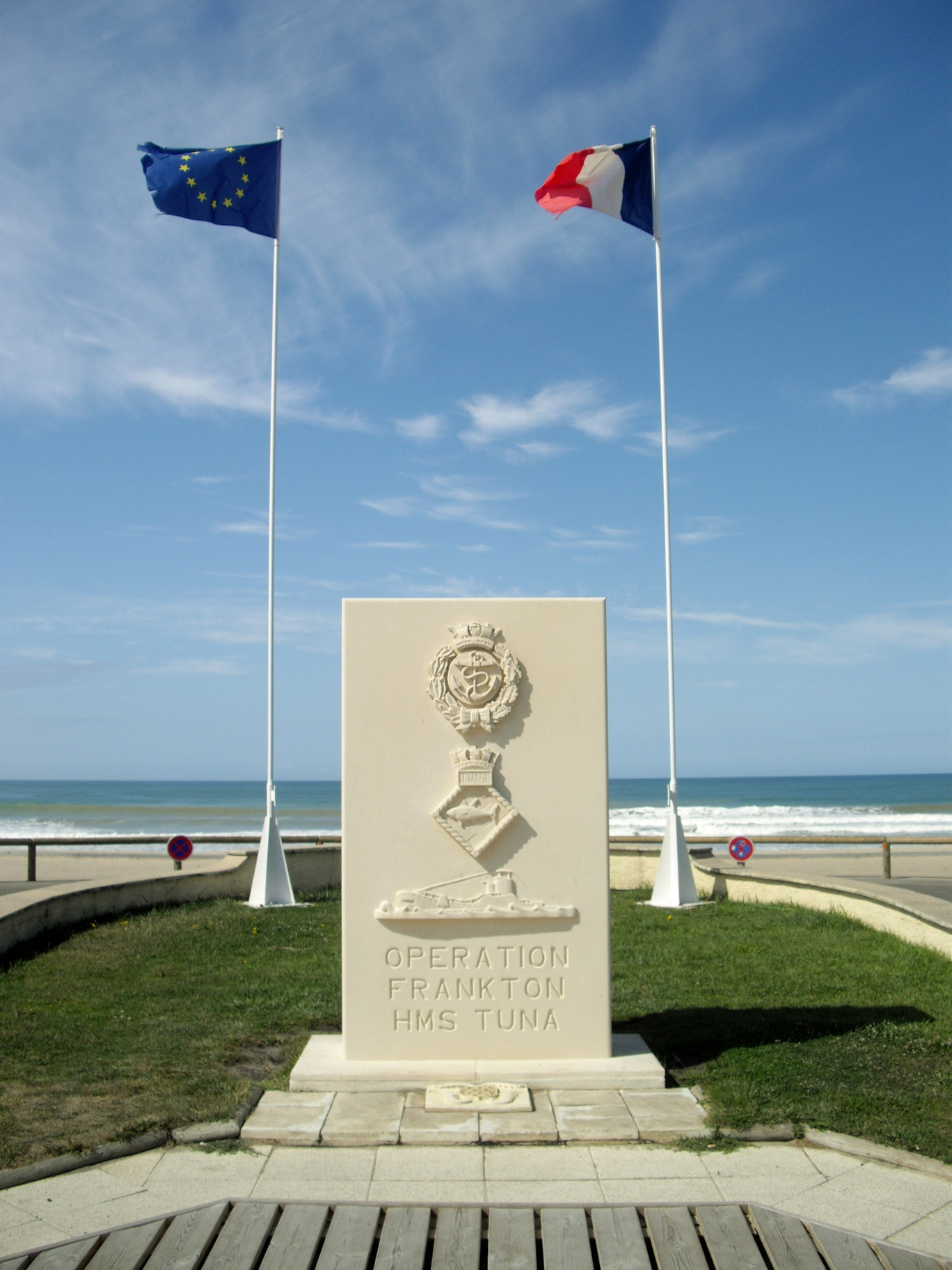
Monument en mémoire de l'opération Frankton à Montalivet.
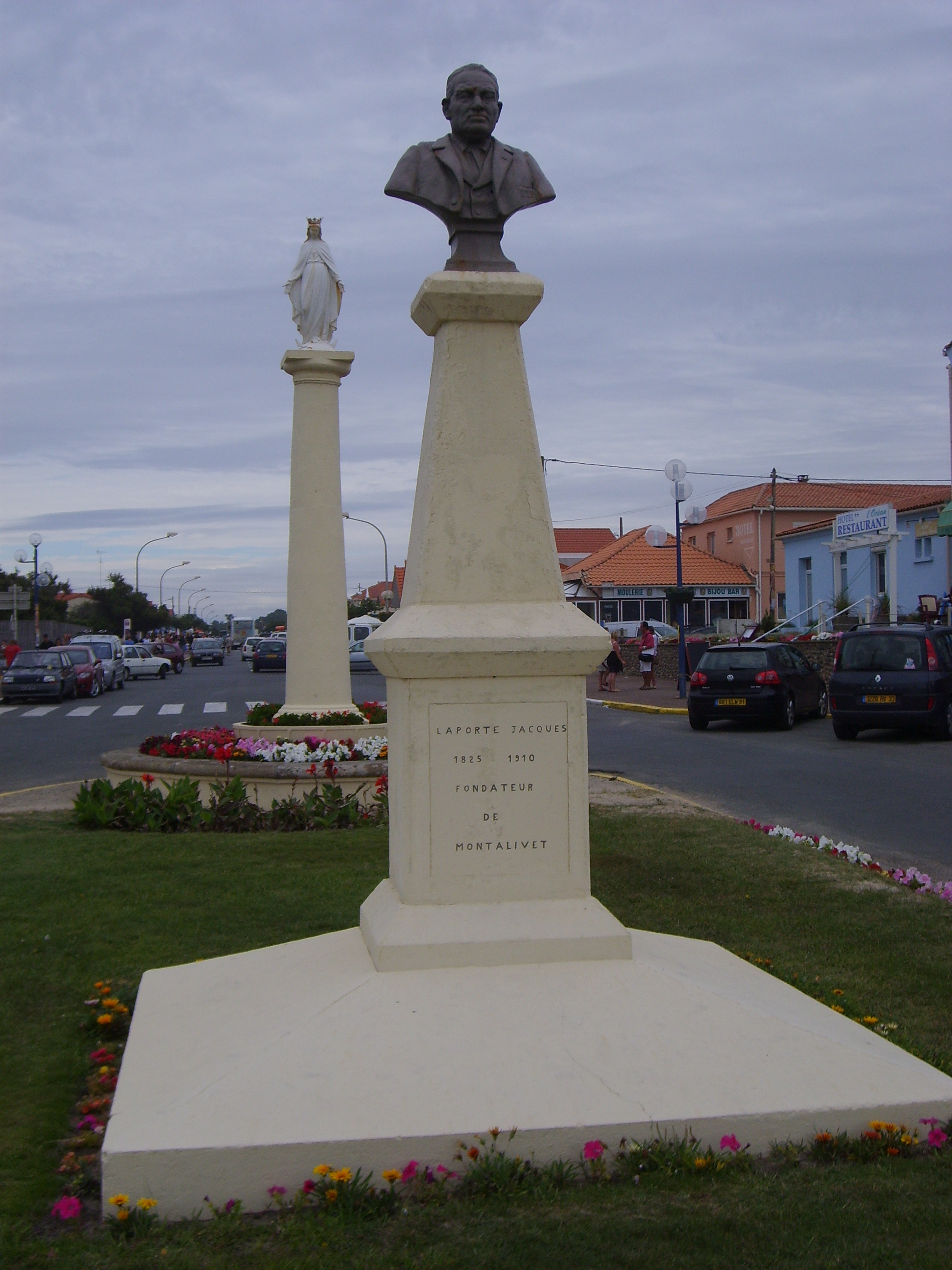
Statue de Jacques Laporte à Montalivet.
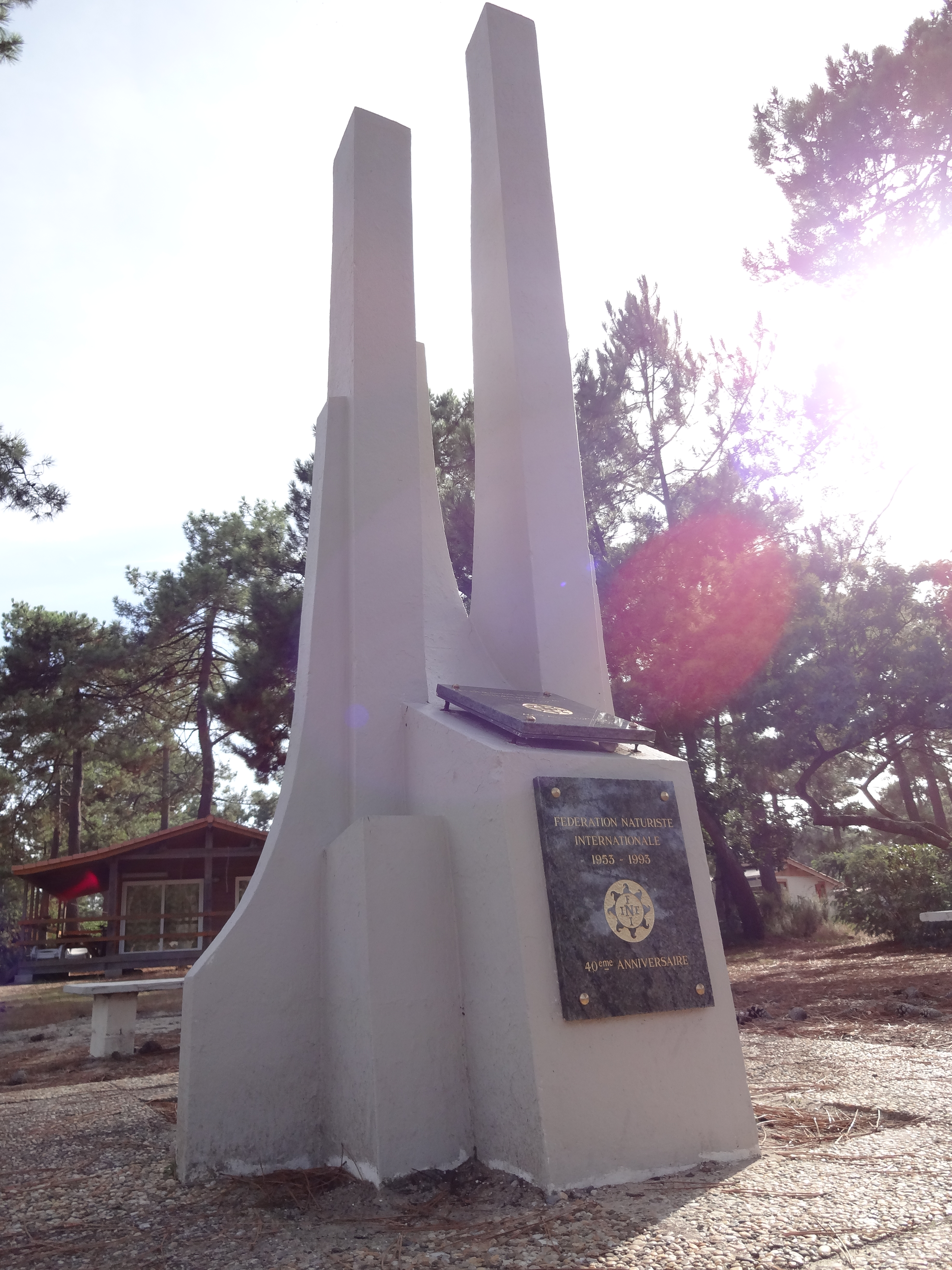
Monument dédié à la création de la Fédération naturiste internationale au CHM-Montalivet.

### Patrimoine naturel
- Landes du Médoc ;
- Forêt des Landes ;
- Côte d'Argent ;
- Golfe de Gascogne ;
- Océan Atlantique.

### Personnalités liées à la commune
- Albert Lecocq (1905-1969), cofondateur de la Fédération française de naturisme.
- Jock Sturges, né en 1947, photographe.

### Héraldique

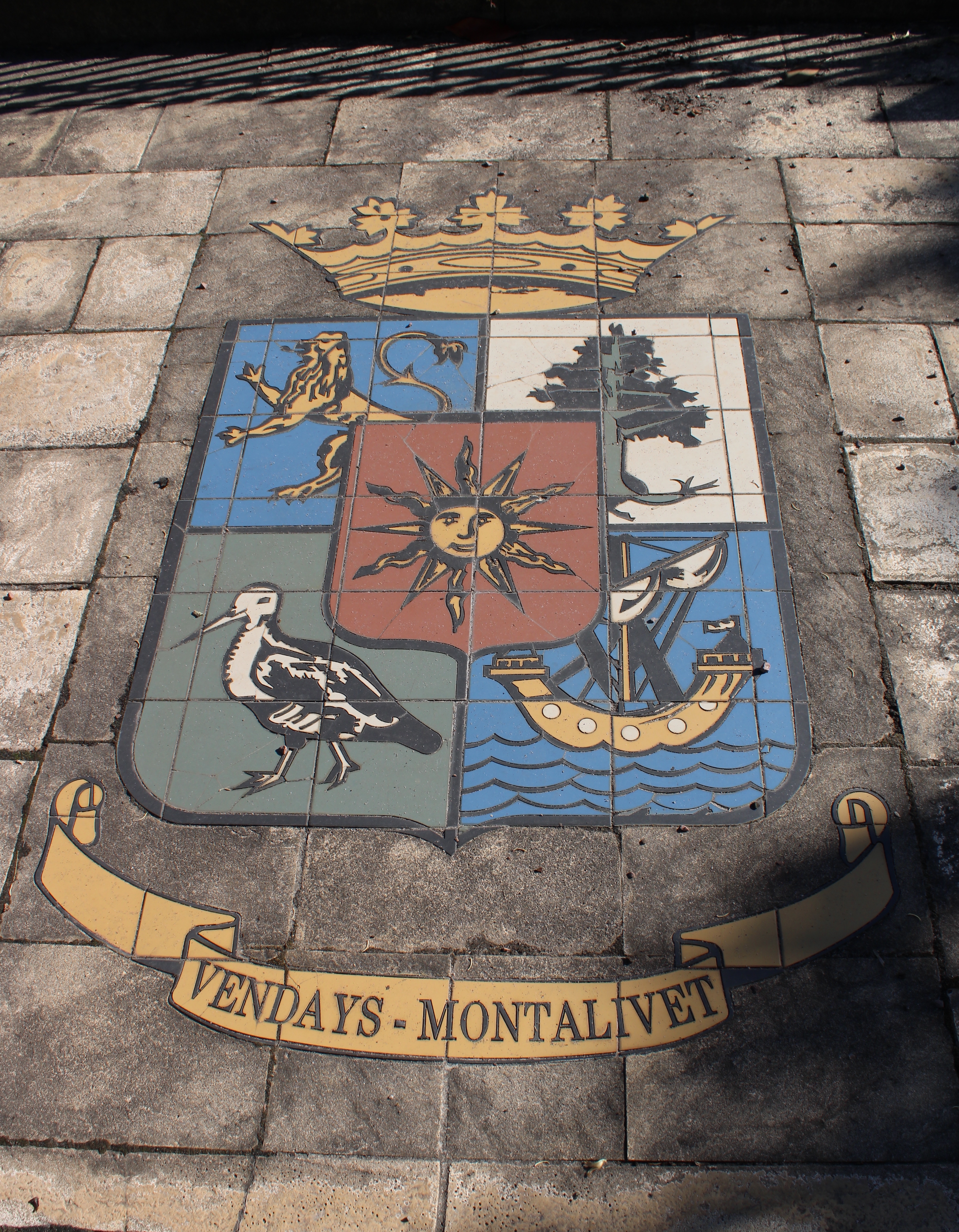
Blason de la commune.

| Armes de Vendays-Montalivet | Les armes de Vendays-Montalivet blasonnent ainsi : Écartelé, au premier d’azur au léopard lionné d’or, au deuxième d’argent à l’arbre de sinople, au troisième de sinople à la bécasse d’argent, au quatrième d’azur à la nef d’or, la voile carguée d'argent, voguant sur une mer du même mouvant de la pointe ; sur le tout, de gueules au soleil d’or. Le blason de la commune a été créé en 1976 par le peintre Yan de Siber. |